# Тайга Северо-Западных территорий

Тайга́ Се́веро-За́падных террито́рий (англ. Northwest Territories taiga) — североамериканский континентальный экологический регион тайги, выделяемый Всемирным фондом дикой природы.

## Расположение
Тайга Северо-Западных территорий покрывает север долины реки Маккензи, территории, прилегающие к южной долине этой реки вплоть до Большого Медвежьего и Большого Невольничьего озёр. Экорегион полностью находится в пределах Северо-Западных территорий, за исключением небольшого участка на востоке Юкона.